# 100-talet

## Händelser
- 117 - Romerska riket når sin största utbredning.
- 122-132 - Hadrianus mur byggs i norra Britannien.
- 150 - Världens första atlas publiceras.

## Födda
- 160 - Tertullianus, berbisk teolog, författare, apologet och kyrkofader.
- 170 - Herodianus, grekisk historiker.
- 185 - Origenes, kyrkofader.

## Avlidna
- 107 - Sankt Ignatios av Antiochia, biskop, teolog och martyr.